# Alysia Montaño
Alysia Johnson-Montaño, ameriška atletinja, * 12. april 1986, Queens, New York, ZDA.
Nastopila je na poletnih olimpijskih igrah leta 2012 in osvojila peto mesto v teku na 800 m. Na svetovnih prvenstvih je osvojila bronasti medalji v isti disciplini v letih 2011 in 2013, na svetovnih dvoranskih prvenstvih bronasto medaljo v štafeti 4×400 m leta 2010, na panameriških igrah pa zlato medaljo v isti disciplini in srebrno medaljo v teku na 800 m leta 2015.